# (19162) Wambsganss
(19162) Wambsganss (1990 TZ1) – planetoida z grupy pasa głównego asteroid okrążająca Słońce w ciągu 4,49 lat w średniej odległości 2,72 j.a. Odkryta 10 października 1990 roku.